# Dieta sin gluten

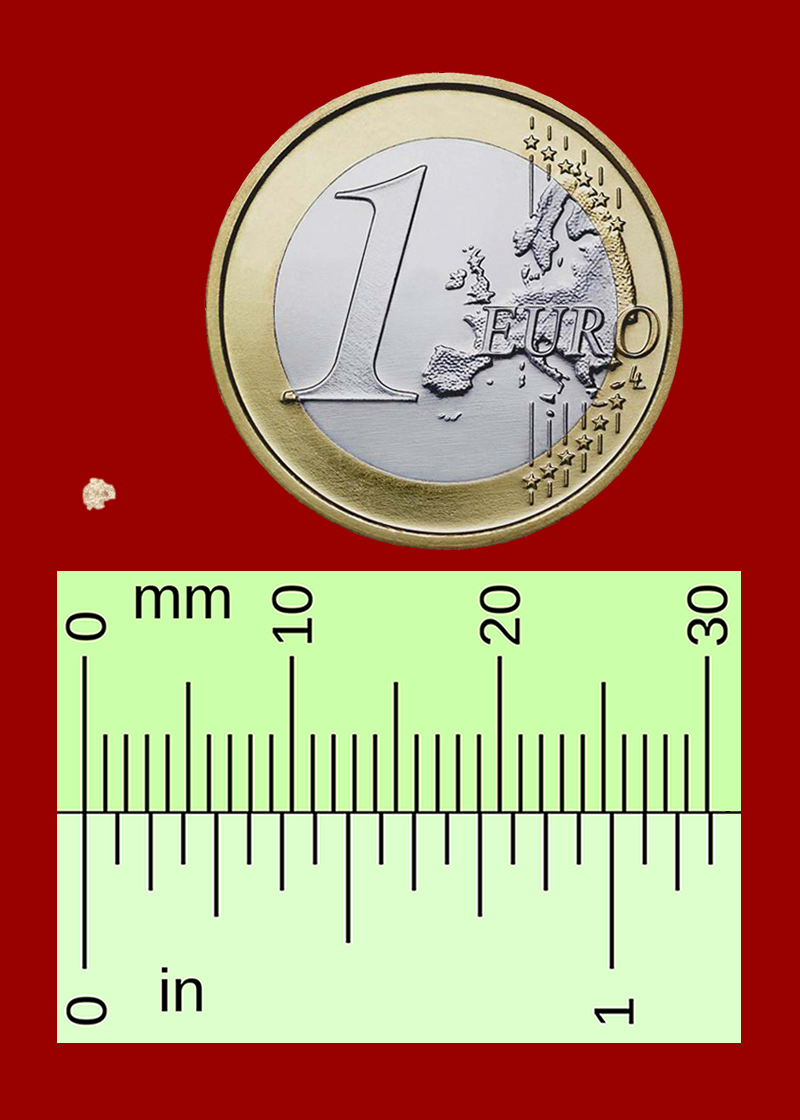
En las personas con trastornos relacionados con el gluten, la ingestión de mínimas cantidades de gluten, como las contenidas en una mota de harina de trigo o en una sola miga de pan de este tamaño, es suficiente para que se desencadene una respuesta del sistema inmunitario y eventualmente se reactive o agrave su enfermedad cuando están siguiendo una dieta sin gluten, si bien puede no haber ningún síntoma obvio.

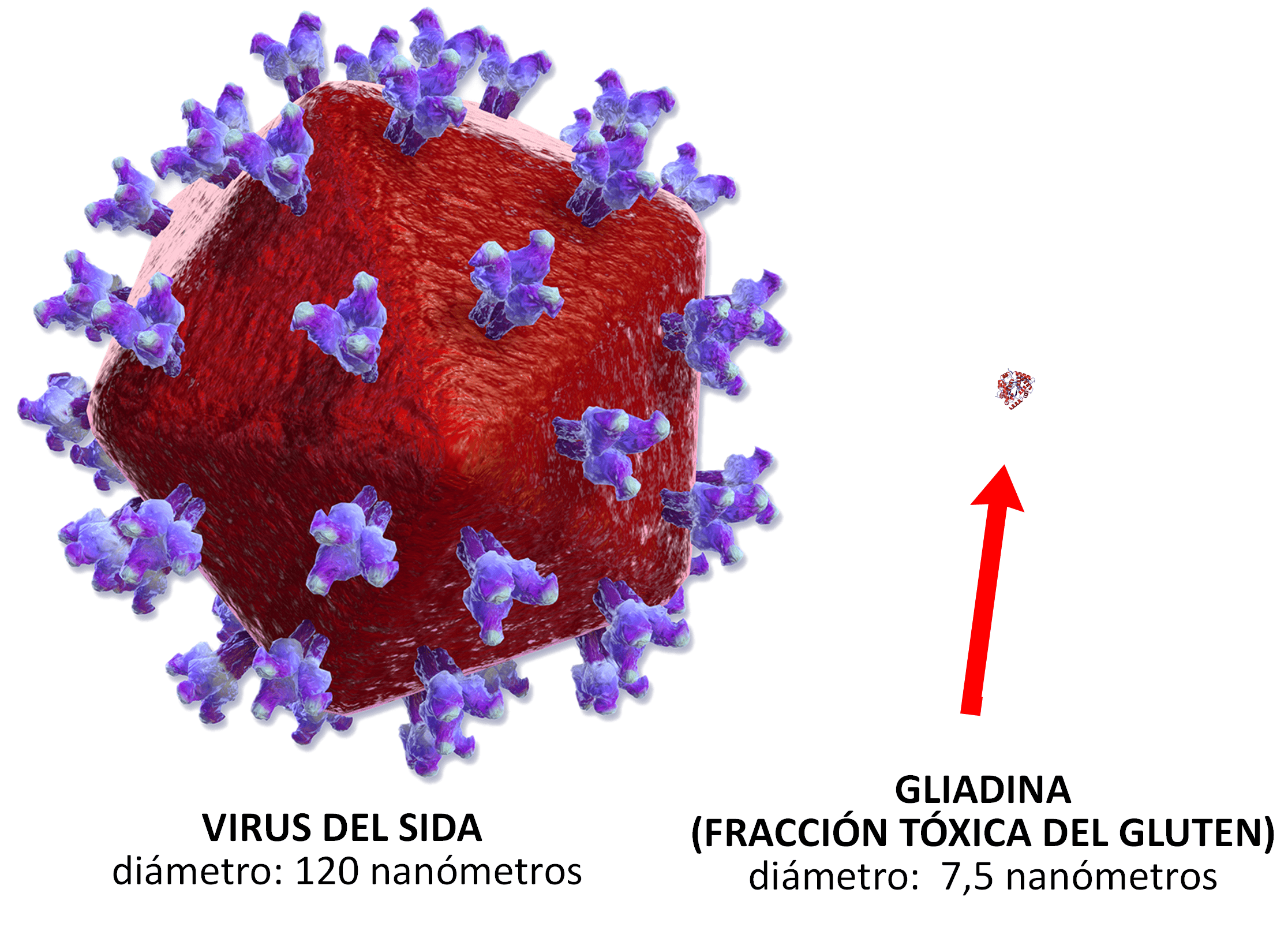
Comparativa de tamaño: virus del SIDA (izda.) versus gluten (dcha.). Los péptidos tóxicos del gluten son capaces de atravesar tanto la barrera intestinal como la barrera hematoencefálica y acceder y dañar a cualquier órgano o tejido corporal en personas con enfermedad celíaca.

La dieta sin gluten (DSG) consiste en eliminar de forma estricta de la alimentación todos los productos que contengan o se cocinen con trigo, centeno, cebada y avena, o cualquiera de sus  variedades e híbridos (espelta, escanda, kamut, triticale...),  y productos derivados, evitando  contaminaciones inadvertidas y todo tipo de transgresiones dietéticas. El gluten no es indispensable para el ser humano. Se trata de una mezcla de proteínas de bajo valor nutricional y biológico, deficiente en aminoácidos esenciales, por lo que desde el punto de vista de la nutrición su exclusión de la alimentación no representa ningún problema. La dieta sin gluten es una dieta segura, que no provoca ningún efecto secundario negativo, y normalmente es equilibrada. Solo los celíacos y las personas con sensibilidad al gluten no celíaca experimentan síntomas y diversos trastornos de salud si no mantienen la dieta sin gluten estrictamente y de por vida.
La dieta sin gluten debe estar basada principalmente en productos naturales libres de gluten, que tienen una composición más equilibrada de micro y macronutrientes, tales como carnes, pescados, huevos, leche y derivados, legumbres, frutos secos, frutas, verduras, patatas, arroz, maíz y pseudocereales. Si se consumen productos comerciales preparados específicamente para celíacos, la mejor elección consiste en aquellos enriquecidos o fortificados con vitaminas y minerales. Una saludable alternativa a estos productos comerciales es la elaboración con harinas de pseudocereales (certificadas sin contaminación por gluten), tales como la quinoa, el amaranto, el alforfón y otros cereales menores, que tienen un elevado valor nutricional y biológico, superior al de los cereales con gluten. Las distintas variedades de avena pura (sin contaminación por gluten de otros cereales) tienen diferentes grados de toxicidad en personas con celiaquía.
Una gran parte de los alimentos procesados que se comercializan actualmente contiene gluten como aditivo, en forma de contaminación cruzada o incluso por adulteración. A fecha de 2018, salvo en Brasil, no es obligatorio en ningún país del mundo etiquetar los productos como "Sin Gluten" ni tampoco declarar la presencia de trazas de gluten, por lo que la simple lectura del listado de ingredientes no permite saber si un producto es seguro. Otras fuentes no sospechadas de gluten pueden ser medicamentos, suplementos y complementos alimenticios, así como vendas adhesivas, tiritas, piensos y alimentos para animales de granja y mascotas, todo tipo de productos cosméticos y de cuidado personal, champús para perros, pasta de modelar para niños (como Play-Doh), entre otros. Estos productos pueden ser la causa de contaminaciones inadvertidas por gluten, pues pueden llegar a la boca directamente, o indirectamente por los restos que quedan en las manos al manipularlos.
La dieta sin gluten es una dieta sana porque es muy variada y obliga a fijarse más en la composición y en la preparación de los alimentos, incrementando el consumo de todo tipo de verduras y frutas, así como de alimentos naturales, no congelados ni elaborados, por lo que se reduce el consumo de aditivos y sodio. No obstante, algunos pacientes se centran únicamente en la eliminación del gluten de la alimentación y restan importancia a la necesidad de planificar adecuadamente la dieta. Una selección desequilibrada de los alimentos y una incorrecta elección de los productos comerciales libres de gluten alternativos, específicos para celíacos (aquellos que tradicionalmente se elaboran con harina de trigo, tales como panes, galletas, etc.), puede provocar ciertas deficiencias nutricionales. En general, estos productos alternativos no suelen estar fortificados, en comparación con sus equivalentes con gluten, por lo que puede haber una menor ingesta de hierro y vitaminas del grupo B; asimismo, contienen mayor cantidad de lípidos y carbohidratos, si bien desde 2017 se está notando una tendencia de mejoría nutricional con aumento de los niveles de fibra y disminución del contenido de azúcar. Especialmente los niños consumen en exceso estos productos, lo que además provoca que disminuya el consumo de otro tipo de alimentos más saludables. Estos desequilibrios nutritivos pueden ser prevenidos con una correcta educación dietética. Asimismo, ciertas complicaciones de la enfermedad celíaca, que en ocasiones no remiten a pesar de seguir una dieta sin gluten, pueden causar sobrepeso u obesidad.
El consumo mantenido de gluten, sea voluntario o no, puede producir complicaciones muy graves en personas con trastornos relacionados con el gluten, tales como otras enfermedades autoinmunes, cánceres, trastornos neurológicos, enfermedades cardiovasculares y osteoporosis, entre otras.
La dieta sin gluten es el único tratamiento actualmente disponible de la enfermedad celíaca, que se debe seguir de manera estricta y de por vida, sin efectuar transgresiones, para poder así conseguir una mejoría mantenida y eficaz, evitando y/o disminuyendo notablemente la aparición de las numerosas enfermedades y complicaciones asociadas tanto digestivas como extradigestivas, ya que la enfermedad celíaca puede dañar prácticamente cualquier órgano o tejido. Si bien se produce una "intolerancia permanente" al gluten, no se trata de una simple intolerancia alimentaria, ni de una alergia. La celiaquía es un proceso crónico, multiorgánico autoinmune que, sin tratamiento, puede provocar complicaciones de salud muy graves, entre las que cabe señalar diversos tipos de cáncer (tanto del aparato digestivo, con un incremento del riesgo del 60 %, como de otros órganos), trastornos neurológicos y psiquiátricos (conocidos como "neurogluten"), otras enfermedades autoinmunes, enfermedades cardiovasculares y osteoporosis, entre otras. La media para la recuperación completa del intestino suele oscilar entre dos y cinco años. Asimismo, la dieta sin gluten ha demostrado ser un efectivo tratamiento en el resto de trastornos relacionados con el gluten, que incluyen la sensibilidad al gluten no celíaca, la ataxia por gluten, la dermatitis herpetiforme y la alergia al trigo.
En las personas con trastornos neurológicos relacionados con el gluten, la regeneración del sistema nervioso una vez iniciada la dieta es lenta y en ocasiones incompleta, principalmente cuando el diagnóstico se retrasa, si bien impide el avance del daño neurológico. Mínimas cantidades de gluten, incluso las presentes en la mayoría de los productos etiquetados "Sin Gluten", pueden ser suficientes para mantener activada la respuesta del sistema inmunitario responsable de la lesión neuronal en una parte de los pacientes.
Otras enfermedades en las que se ha documentado la mejoría tanto de los síntomas gastrointestinales como de los síntomas sistémicos con la dieta sin gluten, al menos en una parte de los pacientes, incluyen el síndrome del intestino irritable, la diabetes mellitus tipo 1, las tiroiditis, el lupus eritematoso sistémico, la artritis reumatoide, la psoriasis, la esclerosis múltiple, el síndrome de Tourette y la enteropatía por VIH, entre otras. No hay evidencias experimentales de que la dieta sin gluten sea una opción más saludable para la población general.
El cumplimiento de la dieta en los celíacos es mucho peor de lo que tradicionalmente se consideraba por parte de los científicos y especialistas. Estudios actuales demuestran que aproximadamente el 80 % de los celíacos continúa teniendo lesión intestinal, a pesar del tratamiento mantenido con la dieta sin gluten. La principal causa de esta falta de recuperación es la ingesta inadvertida de gluten, principalmente debida a contaminaciones cruzadas. Un metaanálisis de 2018 concluye que la mayoría de los celíacos, especialmente los adultos, pero también los niños, sigue ingiriendo gluten con regularidad, de manera involuntaria, a pesar de estar haciendo una dieta sin gluten. Con frecuencia, las personas con una educación básica pobre y una baja comprensión de cómo se realiza una dieta sin gluten creen que están siguiendo estrictamente la dieta, pero están cometiendo errores frecuentes. Un problema habitual es la poca conciencia del paciente para evitar las contaminaciones por gluten en la preparación de sus alimentos y otras fuentes comunes de gluten, como la avena, las hostias de comunión, las bebidas malteadas, los medicamentos, los alimentos procesados, las comidas en restaurantes y eventos sociales. Comer fuera supone un gran riesgo puesto que a pesar de ofrecer un menú "libre de gluten", muchos establecimientos (restaurantes, comedores escolares, etc.) no siguen estrictamente las normas para evitar la contaminación cruzada. Si la supresión del gluten no es completa y mantenida de por vida, persisten el daño en la mucosa intestinal, la activación inmunológica y el riesgo de desarrollar complicaciones de salud muy graves. La dieta sin gluten estricta parece tener un papel protector contra el desarrollo de cánceres en los celíacos y es la única opción para prevenir contra ciertos raros tipos de cáncer, muy agresivos. No obstante, el retraso en el diagnóstico de la enfermedad celíaca aumenta la probabilidad de desarrollar malignidad. El efecto protector es más eficaz cuando la dieta sin gluten se inicia en edades tempranas, especialmente durante el primer año de vida.
Ninguno de los métodos que se emplean hasta la fecha (2018) para evaluar el cumplimiento estricto de la dieta sin gluten es objetivo ni fiable: cuestionarios rellenados por los pacientes, evaluación de los síntomas, determinación de los anticuerpos específicos de la enfermedad celíaca y hallazgos en las biopsias duodenales. Ni la ausencia de síntomas digestivos, ni la negatividad de los anticuerpos garantizan que exista una recuperación de la mucosa intestinal, cuya valoración mediante las biopsias es complicada. Esto se debe a que las lesiones del intestino suelen consistir en cambios mínimos, sin atrofia de las vellosidades, difíciles de identificar. Desde 2017 está disponible un nuevo método basado en la detección de gluten en muestras de orina o heces para uso profesional y desde enero de 2018 en versión para uso doméstico, que ha demostrado su eficacia en estudios científicos para controlar el cumplimiento de la dieta y detectar contaminaciones por trazas.
A la dieta sin gluten también se la denomina dieta sin TACC (sin Trigo, Avena, Centeno, Cebada) o Dieta de las 3P (sin productos de Panaderías, Pastelerías y Pizzerías), una regla mnemotécnica fácil para recordar a los pacientes los lugares de venta y/o consumo donde se encuentra la mayor parte de los alimentos con gluten que hay que suprimir por completo, sustituyéndolos por los que contienen o se preparan exclusivamente con harinas sin gluten (como de maíz o arroz) y certificadas sin contaminación cruzada por gluten.

## Historia y controversias

### Orígenes
La relación de la enfermedad celíaca con el trigo fue descubierta por el pediatra holandés Willem Karel Dicke, el cual comprobó que sus pacientes mejoraban durante la hambruna holandesa de 1944 (en la que hubo escasez de harina de trigo) y que la tasa de muerte entre los niños celíacos bajó de más de un 35 % a esencialmente cero. Dicke también comprobó que una vez que el trigo estuvo de nuevo disponible después del conflicto, la tasa de mortalidad subió a los niveles previos. En 1950, Dicke demostró en su tesis doctoral que si se excluía el trigo, la avena y el centeno, la enfermedad celíaca mejoraba drásticamente.
La relación con el gluten del trigo fue sugerida en 1952 por un equipo de Birmingham, Inglaterra y se confirmó en 1953 por Weijers and van de Kamer, colegas de laboratorio de Dicke.
Actualmente, la dieta sin gluten estricta y de por vida sigue siendo el único tratamiento disponible para la enfermedad celíaca. Asimismo, la dieta sin gluten se emplea como tratamiento del resto de trastornos causados por el gluten, que incluyen la sensibilidad al gluten no celíaca, la alergia al trigo, la dermatitis herpetiforme y la ataxia por gluten.

### Popularización de la dieta sin gluten

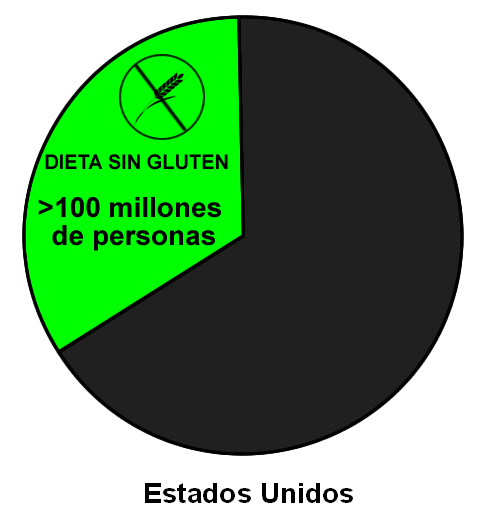
Número de personas que evitan comer gluten en Estados Unidos

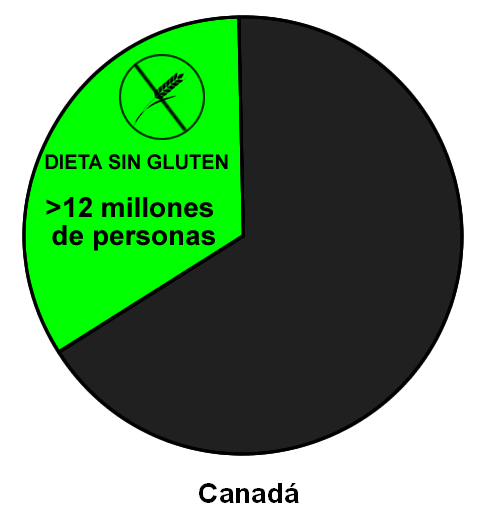
Número de personas que evitan comer gluten en Canadá

#### Como prevención de enfermedades crónicas y obesidad
Desde los comienzos del siglo XXI, la dieta sin gluten empezó a ganar popularidad en distintos puntos del mundo, con un número creciente de personas que está decidiendo eliminar el gluten de su dieta por diferentes motivos. En 2014, aproximadamente el 30 % de los norteamericanos y los australianos ya se había sumado a la dieta sin gluten, con un número creciente, calculándose a partir de encuestas que para el año 2016 aproximadamente 100 millones de estadounidenses consumirían productos sin gluten.
 Una encuesta de Nielsen Holdings realizada en 2015 a 30 000 adultos en 60 países de todo el mundo concluyó que el 21 % de las personas prefiere comprar alimentos sin gluten, siendo mayor el interés entre las generaciones más jóvenes.
Los médicos de todo el mundo se vieron sorprendidos al recibir consultas de un elevado y creciente número de personas que no tenían ni enfermedad celíaca ni alergia al trigo, con síntomas digestivos o afectando a otros órganos, que mejoraban con la eliminación del trigo o el gluten de la dieta. Muchas de estas personas comenzaron una dieta sin gluten por su cuenta, sin haber sido previamente evaluadas.
Otra razón que impulsó esta tendencia fue la publicación de diversos libros que demonizan el gluten y lo señalan como causante de la diabetes tipo 2, el aumento de peso y la obesidad, y un amplio listado de enfermedades que van desde la depresión y la ansiedad a la artritis y el autismo.
El libro que más impacto ha tenido es "Grain Brain: The Surprising Truth about Wheat, Carbs, and Sugar - Your Brain's Silent Killers" (título en español "Cerebro de pan. La verdad sobre los asesinos silenciosos del cerebro: el trigo, el azúcar y los carbohidratos"), del neurólogo norteamericano David Perlmutter. El autor incluye un listado de 38 enfermedades o síntomas diferentes causados por el consumo de gluten y afirma que la dieta alta en cereales y baja en grasas de los estadounidenses es la causa de la epidemia actual de obesidad, pérdida de memoria y otras enfermedades crónicas, a lo que, según el autor, está contribuyendo la desinformación de los médicos y los intereses de la industria farmacéutica.  Otro libro que ha tenido gran impacto es "Wheat Belly: Lose the Wheat, Lose the Weight, and Find Your Path Back to Health" (título en español "Sin trigo, gracias"), del cardiólogo William Davis. Asimismo, diversas celebridades han promocionado el uso de la dieta sin gluten para perder peso y algunos atletas de élite para mejorar el rendimiento.
No hay pruebas de que la dieta sin gluten sea una opción más saludable para la población general, que sirva para perder peso ni que los alimentos sin gluten procesados específicos para celíacos (aquellos que sustituyen a los que tradicionalmente se elaboran con harina de trigo, como panes, galletas, bollería, etc.) sean más sanos que sus equivalente con gluten. Asimismo, suponen un encarecimiento desde el punto de vista económico. Más del 50 % de los adultos presenta sobrepeso en el momento del diagnóstico de enfermedad celíaca y solo el 15 % está por debajo de su peso normal, con tasas algo inferiores en los niños. En personas con enfermedad celíaca que tienen comprometida la absorción intestinal, la dieta sin gluten ayuda a recuperar el peso, al mejorar la absorción de nutrientes. En algunos casos, cuando la dieta sin gluten no está bien equilibrada y se abusa del consumo de productos procesados específicos de celíacos comerciales de mala calidad, puede haber un aumento de peso no deseado. Asimismo, evidencias recientes demuestran que en algunos casos la persistencia de ciertas complicaciones de la enfermedad celíaca, que no remiten a pesar de seguir una dieta sin gluten, predispone al sobrepeso y la obesidad. Entre ellas se incluyen los trastornos de la vesícula biliar, la insuficiencia pancreática exocrina, el aumento de la permeabilidad intestinal, el sobrecrecimiento bacteriano intestinal, el hígado graso no alcohólico, la intolerancia a la lactosa y la alergia a la leche.

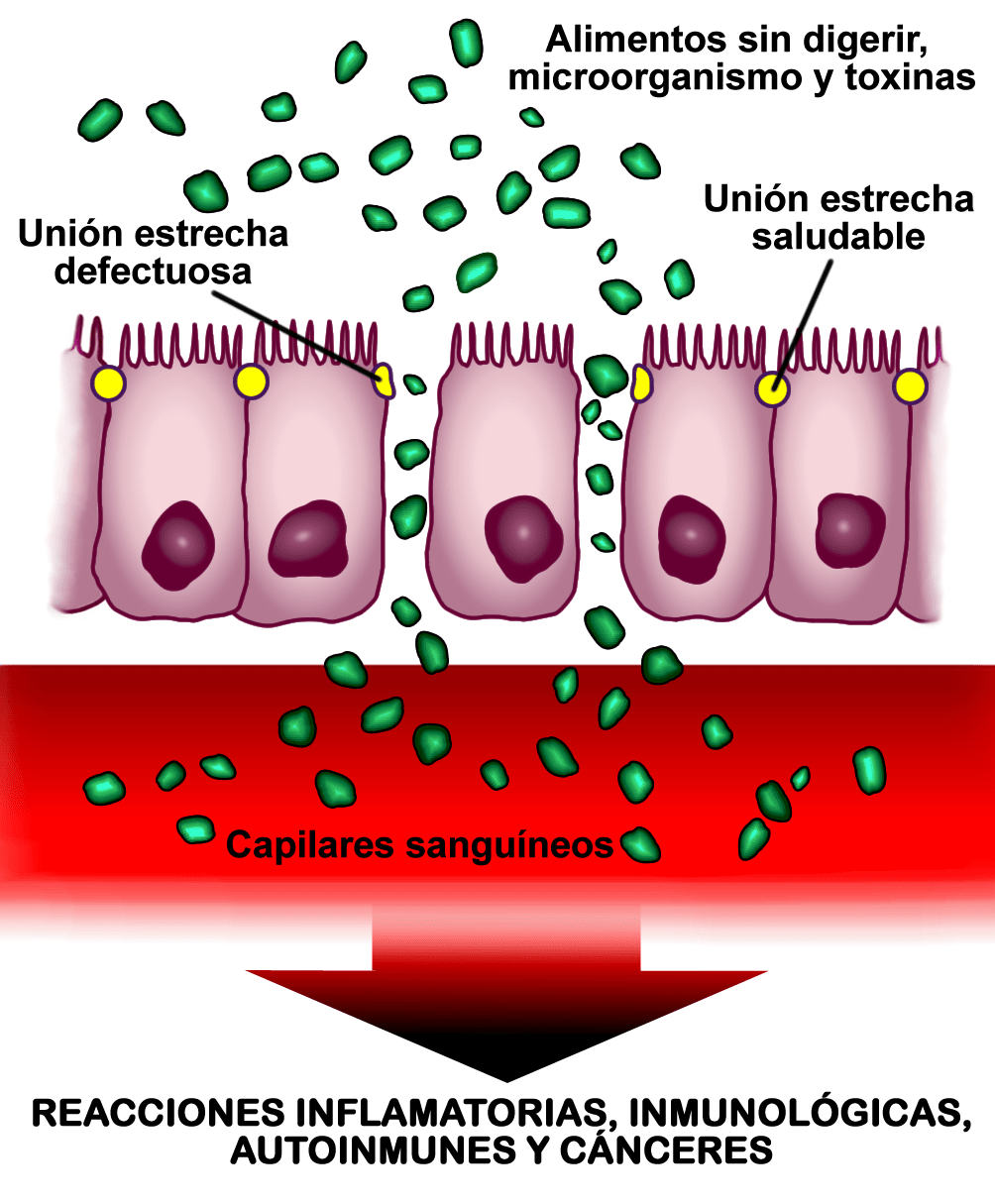
Esquema de la pared del intestino con permeabilidad aumentada. Los dos factores más potentes que la provocan son ciertas bacterias intestinales y la gliadina (principal fracción tóxica del gluten), independientemente de la predisposición genética, es decir, tanto en celíacos como en no celíacos. Esto permite el paso sin control de sustancias al torrente sanguíneo, con el consiguiente posible desarrollo de enfermedades autoinmunes, inflamatorias, infecciones, alergias o cánceres, tanto intestinales como en otros órganos.

No obstante, actualmente es indiscutible que muchas personas notan beneficios al seguir una dieta sin gluten, a menudo sin una explicación científica clara. Siempre que se realice previamente todo el protocolo para buscar o excluir una posible enfermedad celíaca y con el asesoramiento de un dietista especializado para que la alimentación sea equilibrada, la dieta sin gluten puede conducir a una mejor salud y a una mejor calidad de vida en una minoría de la personas.
El número de personas afectadas por los diversos trastornos relacionados con el gluten está aumentando de manera constante. No obstante, debido al escaso conocimiento sobre estos trastornos entre los profesionales de la salud, que tiende a perpetuarse, y pese a que se ha incrementado el número de diagnósticos en comparación con años anteriores, en la actualidad prácticamente la totalidad de los casos reales continúa sin reconocer, sin diagnosticar y sin tratar. La mayor parte de los afectados solo presenta síntomas digestivos leves, intermitentes o incluso ausentes, probablemente debido al efecto opioide del gluten, que enmascara el daño intestinal, aunque sí desarrollan otros trastornos asociadas que pueden afectar prácticamente a cualquier órgano. Tras un dilatado historial de variadas molestias de salud y un largo peregrinaje por multitud de consultas de diversos especialistas durante años, sin recibir un apoyo médico adecuado, la mayoría de las personas afectadas acaba recurriendo a la dieta sin gluten y al autodiagnóstico, mientras que otras muchas son personas que se han acostumbrado a vivir con un estado de mala salud crónica como si fuera normal.
Realizar todo el protocolo de pruebas para buscar un diagnóstico de enfermedad celíaca antes de empezar una dieta sin gluten es importante por diversas razones. En un celíaco es necesario hacer un seguimiento periódico y evaluar posibles complicaciones, como el desarrollo de otras enfermedades autoinmunes. Asimismo, no detectar la enfermedad afecta a las familias, pues aumenta la posibilidad de que otros casos permanezcan sin reconocer, al tratarse de una enfermedad de base genética de difícil diagnóstico. Cuando se diagnostica un celíaco, hay que realizar las pruebas a sus familiares.

#### Como tratamiento del autismo
El empleo de la dieta sin gluten también se ha difundido ampliamente entre los padres de niños con autismo, si bien los datos de su efectividad son escasos y no se han confirmado en estudios doble ciego. No obstante, en una parte de los casos hay evidencias que sugieren que una dieta sin gluten puede mejorar algunos comportamientos autistas. Siempre que se realice previamente todo el protocolo para buscar una enfermedad celíaca y los pacientes sean supervisados por un nutricionista especializado, seguir una dieta sin gluten presenta pocos inconvenientes en aquellos casos en los que no hay otro tratamiento disponible.

### Polémica sobre la diabetes tipo 2
Hay teorías que especulan que el consumo de gluten puede provocar diabetes tipo 2 y ciertas evidencias de que el gluten podría ser la causa del desarrollo de la diabetes tipo 1.
En contraposición, en 2017 se publicó en diversos medios de comunicación la noticia de que la dieta sin gluten puede provocar diabetes tipo 2, basándose en un único estudio de un equipo de investigadores de la Universidad de Harvard. No existe actualmente ningún trabajo de revisión que apoye esta teoría.
Cualquier dieta desequilibrada es un factor de riesgo para la salud. Las principales razones del desarrollo de diabetes tipo 2 son la falta de ejercicio físico, la obesidad y las dietas desequilibradas, que son características del estilo de vida moderno. La diabetes tipo 2, así como numerosas enfermedades crónicas, pueden ser prevenidas con la práctica regular de ejercicio físico y una dieta variada, con un alto consumo de hortalizas, frutas, legumbres, nueces, pescado, cereales integrales y aceite de oliva, evitando las grasas saturadas, los azúcares refinados (como la glucosa, la sacarosa) y el exceso de alcohol.
Una dieta sin gluten bien planificada es una dieta segura, muy variada, que no provoca ningún efecto secundario negativo sobre la salud, que incluye todo tipo de alimentos naturales (verduras, frutas, legumbres, frutos secos, patatas, arroz, maíz, cereales menores y pseudocereales, carnes, pescados, huevos, leche y derivados, aceite de oliva, etc.) con la única excepción de cereales con gluten, y en la que se evitan congelados y productos elaborados.

### Polémica por la muerte de un bebé erróneamente atribuida a la dieta sin gluten
En 2017 saltó a los medios de comunicación la noticia de un bebé de siete meses de edad que murió por desnutrición, el 6 de junio de 2014 en Bélgica.  Muchos titulares sensacionalistas atribuyeron erróneamente la muerte del niño a una "dieta sin gluten" impuesta por sus padres.
El bebé falleció como consecuencia de haber sido alimentado exclusivamente con leches vegetales (de avena, de arroz, de maíz o de quinoa), que no son suficientes ni tienen los nutrientes necesarios. En el momento de su fallecimiento, con siete meses, pesaba 4,3 kilogramos, estaba "completamente deshidratado", tenía el "estómago vacío" y estaba "patológicamente desnutrido". Sus padres tenían una tienda bio y emplearon sus productos con su hijo pensando que era intolerante a la lactosa y al gluten, sin ningún tipo de asesoramiento ni diagnóstico médico; no habían hecho los seguimientos pediátricos ni el bebé había recibido atención médica en ningún momento de su vida. Los padres finalmente fueron condenados a seis meses de prisión por un tribunal belga, que consideró que los padres "No tomaron las medidas adecuadas para alimentar a su bebé" muriendo a los siete meses con sus órganos más pequeños de lo normal.
El gluten no es indispensable para ningún ser humano. Se trata de una mezcla de proteínas de bajo valor nutricional y biológico, con baja calidad debido a deficiencias en aminoácidos esenciales. Si bien existe un debate muy prolongado acerca de cuándo introducir el gluten en la dieta del bebé, la opinión más generalizada y lo que parece más conveniente sería retrasarlo lo más posible, hasta que al menos haya cumplido el primer año de vida. Actualmente se ha demostrado que ni la exposición temprana al gluten ni la duración de la lactancia materna previenen el riesgo de desarrollar la enfermedad celíaca, si bien el retraso en la introducción del gluten se asocia con un retraso en la aparición de la enfermedad. La genética de riesgo (presencia de los haplotipos HLA-DQ2, HLA-DQ8 o alguno de sus alelos) es un importante factor que predice la posibilidad de desarrollar la enfermedad celíaca.

## El gluten
El gluten es un conjunto de proteínas contenidas exclusivamente en la harina de los cereales de secano, fundamentalmente el trigo, pero también la cebada, el centeno y la avena, o cualquiera de sus  variedades e híbridos (espelta, escanda, kamut, triticale...).
La gliadina, proteína rica en residuos de glutamina y prolina, es la fracción soluble en alcohol del gluten y contiene la mayor parte de los productos tóxicos.
Las proteínas que constituyen el gluten tienen una composición química compleja que permite las propiedades de amasar la harina del trigo, tales como la capacidad de absorción del agua, la cohesión, la viscosidad y la elasticidad. El gluten es el responsable de conferir elasticidad y plasticidad a las masas y evitar que el producto final se desmenuce, por sus características adhesivas.
Desde la primera década del siglo XXI se ha potenciado el cultivo de especies ricas en gluten, a través de la hibridación, y  al mismo tiempo se están investigando cultivos transgénicos para producir trigo sin gluten.
El gluten no es una proteína indispensable para el ser humano y puede ser sustituido sin ningún problema por otras proteínas animales o vegetales.

### Controversias sobre la avena
La introducción de la avena en la dieta sin gluten ha sido un tema de debate en los últimos años. Estudios y revisiones recientes han arrojado luz sobre esta cuestión.
Todas las variedades de avena contienen gluten. Se trata de proteínas similares a la gliadina del trigo, denominadas aveninas, que actualmente se ha demostrado que son capaces de provocar reacción en personas que padecen trastornos relacionados con el gluten. A esto se suma que la avena frecuentemente está contaminada con otros cereales con gluten.
"Avena pura" se refiere a avena sin contaminar con otros cereales con gluten, lo que incorrectamente se etiqueta como avena "sin gluten" o "libre de gluten". Esto se debe a que tradicionalmente se consideraba que el único problema con la avena era la contaminación con otros cereales con gluten, por lo que en muchos países está permitido desde hace tiempo el uso de "avena pura" en alimentos "sin gluten" y, en la mayoría de los casos, solo mediante la lectura detallada del listado de ingredientes es posible identificarlos.
Estudios actuales demuestran que las distintas variedades de avena tienen distintos grados de toxicidad. Algunas variedades de avena pura parecen tener en teoría un bajo grado de toxicidad y algunos expertos opinan que podrían ser incluidas en la dieta sin gluten, pero sería imprescindible conocer exactamente la variedad empleada y no existe actualmente ninguna reglamentación al respecto. El etiquetado como avena "avena pura", "avena sin gluten" o "avena libre de gluten" no se refiere a estas variedades, las cuales no han sido aún identificadas, no se han hecho estudios suficientes, ni se conoce el efecto a largo plazo en los celíacos del consumo de avena pura, por lo que aún no se pueden hacer recomendaciones firmes sobre si es o no posible la inclusión de "avena pura" en la dieta sin gluten. Ni la ausencia de síntomas digestivos, ni la negatividad de los anticuerpos garantizan que exista una recuperación de la mucosa intestinal.

### Presencia de gluten en alimentos y otros productos

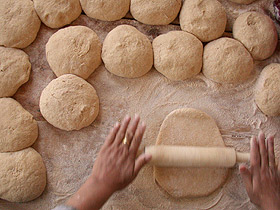
El gluten es responsable de la elasticidad de la masa de harina.

El gluten es muy demandado en todo el mundo, principalmente por la industria alimentaria, pero también de otros tipos, debido a su bajo coste económico y sus propiedades viscoelásticas y adhesivas únicas.
Estas características del gluten facilitan la producción de alimentos procesados, comida rápida y aditivos alimentarios, cuyo consumo se ha incrementado espectacularmente debido a la industrialización global y a la occidentalización de la dieta. Como aditivo, se emplea para conferir viscosidad, espesor o volumen a una gran cantidad de productos alimenticios, lo que provoca que exista presencia de proteínas tóxicas para una parte de la población en los productos menos sospechosos. Más de la mitad de los alimentos que se comercializan actualmente contiene gluten de trigo, cebada, centeno o avena como espesante o aglutinante, en forma de contaminación cruzada o incluso por adulteración. Suponen un grave riesgo para la salud de los celíacos y las personas con sensibilidad al gluten no celíaca, por lo que es preciso un control riguroso del contenido en gluten para su certificación como alimentos aptos para el consumo por pacientes celíacos.
El gluten también se emplea en la fabricación de productos farmacéuticos (incluyendo medicamentos recetados y de venta libre, gargarismos y colutorios, suplementos vitamínicos y minerales, productos a base de plantas medicinales, suplementos dietéticos, vendas adhesivas, esparadrapos y tiras adhesivas sanitarias), todo tipo de productos cosméticos y de cuidado personal (barras de labios, bálsamos y brillos labiales, pasta de dientes, enjuagues bucales, productos para el cuidado de la piel y el cabello, etc.), piensos y alimentos para animales de granja y mascotas, champús para perros, pasta de modelar para niños (como Play-Doh), entre otros.

## Fundamentos de la dieta sin gluten
Consiste en suprimir de la dieta todos los alimentos que en su composición, preparación o condimentación, contengan harina procedente de cereales que poseen gluten, fundamentalmente el trigo, avena, centeno, cebada (dieta TACC) y todas sus  variedades e híbridos (espelta, escanda, kamut, triticale, etc.).
Cuando un paciente inicia la dieta sin gluten (DSG), hay que explicarle con detalle qué alimentos debe eliminar, qué sustituciones puede llevar a cabo y qué precauciones debe adoptar para evitar la contaminación cruzada con gluten en la adquisición, almacenamiento, manipulación, preparación y consumo de sus alimentos.
La dieta sin gluten debe basarse, fundamentalmente, en el consumo de alimentos naturales y frescos que no contengan gluten, combinándolos entre sí de forma variada y equilibrada: carnes, pescados, huevos, leche y derivados, frutas, verduras y hortalizas, legumbres, frutos secos, patatas, y los cereales que no contienen gluten (maíz, arroz, mijo y sorgo) y pseudocereales (quinua, amaranto, alforfón y otros cereales menores, que tienen un elevado valor nutricional y biológico), preferiblemente integrales para aumentar el consumo de fibra. Hay que asegurarse de que las harinas hayan sido molidas en molinos independientes de los cereales con gluten y certificadas sin gluten, pues de lo contrario no serían aptas para su consumo.
Es importante, especialmente al comienzo de la dieta sin gluten, minimizar el consumo de alimentos elaborados y de alimentos específicos para celíacos, hasta que se produzca una clara mejoría digestiva, para favorecer la recuperación intestinal. Una opción muy cómoda y económica es la utilización de una panificadora casera para elaborar panes y bizcochos, con la amplia gama de harinas sin gluten existentes en el mercado. Las ventajas son la facilidad de preparación, el abaratamiento del producto y la posibilidad de seleccionar los ingredientes, evitando o disminuyendo considerablemente la gran cantidad de aditivos químicos presentes en los productos específicos de celíacos.
Las personas con celiaquía o sensibilidad al gluten no celíaca deben evitar consumir un alimento si se encuentran ante la duda de si contiene gluten o no.
Si en el momento del diagnóstico el paciente presenta deficiencias de vitaminas y minerales (hierro, calcio, etc.) puede tomar estos suplementos durante varias semanas o incluso meses, asegurándose que éstos no contengan gluten, ni trazas, hasta su completa recuperación.
Es importante conocer que el gluten también está presente en algunos medicamentos, entre los excipientes con los que los elaboran.
Asimismo, el gluten figura entre los ingredientes de muchos productos cosméticos y de cuidado personal, bajo diferentes nombres difíciles de identificar. Es importante evitar el contacto con estos productos (pastas de dientes, barras de labios, geles, cremas, etc.), ya que, aunque la cantidad de gluten suele ser pequeña, este se puede ingerir por error o contaminar alimentos en su manipulación (cremas o restos de cremas en las manos, etc.).
Los pacientes deben acudir a revisiones periódicas, a ser posible en consultas especializadas, para controlar su estado nutricional, confirmar el seguimiento de la dieta sin gluten y comprobar que se mantiene la respuesta clínica y analítica.
Los productos etiquetados “sin gluten” son particularmente caros y difíciles de encontrar en países en vías en desarrollo.
En varios países de la Comunidad Europea, tales como los Países Bajos, el Reino Unido, Italia, Suecia y Finlandia, los Gobiernos respectivos subvencionan parcialmente la adquisición de dichos productos sin gluten,  para los pacientes celíacos.
Existe un considerable interés en desarrollar posibles tratamientos farmacológicos que contribuyan a hacer más llevadero este tipo de dieta. El enfoque más atractivo actualmente se basa en la utilización de enzimas recombinantes que son capaces de digerir la fracción tóxica del gluten en el estómago en la porción proximal del intestino delgado, o moléculas que actuarían disminuyendo la permeabilidad intestinal, pero todavía están en fase de investigación y se tardará aún cierto tiempo (probablemente varios años o décadas), antes de que se comercialicen.

## Tratamiento de la enfermedad celíaca y de la sensibilidad al gluten no celíaca
La dieta sin gluten es el único tratamiento actualmente disponible de la enfermedad celíaca (EC) y de la sensibilidad al gluten no celíaca (SGNC) o sensibilidad al gluten (SG), que se debe seguir de manera estricta y de por vida, ya que en ambos casos existe una intolerancia permanente al gluten. 
Aunque los mecanismos patogénicos y las alteraciones inmunológicas parecen ser algo diferentes, pues en la sensibilidad al gluten no celíaca parecen predominar los cambios en la inmunidad innata y en la celíaca más bien la inmunidad adaptativa, ello no cambia para nada su abordaje terapéutico.
Esta dieta debe mantenerse estrictamente durante toda la vida, no debiéndola interrumpir y de ninguna manera suspender bajo ningún concepto, ya que la enfermedad celíaca presenta una base genética y no existen, ni  están disponibles, por el momento, tratamientos farmacológicos para poder combatirla.
La dieta sin gluten produce una mejoría clínica significativa, que por lo general se observa al cabo de unos días o de unas pocas semanas tras su instauración, aunque la recuperación histológica duodenal es más tardía, pues no se produce hasta pasados varios meses después, o incluso varios años más tarde, especialmente en los adultos.
La adherencia continuada de manera estricta y de por vida,  sin efectuar transgresiones, produce una mejoría mantenida y eficaz, evitando y/o disminuyendo notablemente la aparición de enfermedades y complicaciones asociadas tanto digestivas como extradigestivas, ya que en ambas entidades clínicas se puede producir afectación de diversos órganos y sistemas.
Si la supresión del gluten  no es completa, persisten el daño en la mucosa intestinal y la activación inmunológica, aunque no siempre se manifiesta con síntomas clínicos.

## Consideraciones importantes
Cuando no se produce la mejoría esperada con la dieta sin gluten o ésta se demora, hay que hacer una valoración muy cuidadosa tanto clínica como analítica, para tratar de  evitar  posibles errores de interpretación.
Es habitual en pacientes celíacos y sensibles al gluten, especialmente niños mayores, jóvenes y adultos con largas demoras diagnósticas, no experimentar mejoría o incluso presentar un aparente empeoramiento al comienzo de la dieta sin gluten. Este fenómeno solo se produce en enfermos celíacos o sensibles al gluten y se explica por diversas causas, que se detallan a continuación.
La principal causa es la ingesta inadvertida de gluten, principalmente debida a contaminaciones cruzadas (que se producen comiendo en la mesa con otras personas que toman pan y otros productos de trigo y que desmigan con frecuencia de forma inadvertida, alimentos contaminados con migas o restos de harina durante su preparación o manipulación, etc.) o al llamado “gluten oculto” en algunos productos no bien etiquetados. Con frecuencia, las personas con una educación básica pobre y una baja comprensión de cómo se realiza una dieta sin gluten creen que la están siguiendo estrictamente, pero están cometiendo errores frecuentes.
Asimismo, el gluten ejerce un efecto opioide sobre el tubo digestivo, adormeciendo y ocultando sus reacciones naturales, y enmascarando el daño intestinal. La supresión estricta del gluten de la dieta hace que recupere su capacidad de reacción, antes adormecida. Las posibles contaminaciones accidentales se suelen volver a manifestar, con síntomas intensos, generalmente en forma de dolores cólicos, hinchazón abdominal o diarreas (menos frecuentemente como náuseas y/o vómitos).
A medida que el tubo digestivo y la mucosa intestinal  se van recuperando, pueden hacerse patentes otras intolerancias alimenticias, asociadas a la enfermedad celíaca y la sensibilidad al gluten no celíaca (lactosa, fructosa, sorbitol, etc.), tanto más frecuentes cuanto mayor haya sido el retraso diagnóstico, que previamente podían estar pasando inadvertidas. La simple toma de leche sin lactosa puede mejorar la situación, o también la restricción en el consumo de algún tipo de frutas.
Algunos celíacos o sensibles al gluten pueden tener intolerancia asociada a la proteína de la leche de vaca (probablemente la beta caseína A1, presente en la mayoría de ganado bovino de origen europeo, pero no en ganado bovino de pura raza de Asia y África ni en otras especies, como las ovejas o las cabras, que en su lugar presentan la beta caseína A2) e incluso, más raramente, a la horceína del maíz, en cuyo caso tienen que restringir  o suprimir su consumo temporalmente, como se deduce de unos estudios recientes realizados en México.
La retirada del maíz de la dieta en algunos casos que no responden a la dieta sin gluten permite el control de la enfermedad, con desaparición de los síntomas y recuperación del daño en la mucosa intestinal.
Finalmente, es importante excluir condiciones clínicas asociadas a la propia enfermedad que por sí solas pueden explicar la persistencia de los síntomas (déficit secundario de disacaridasas, insuficiencia pancreática exocrina, sobrecrecimiento bacteriano y colitis microscópica).
El mejor tratamiento de la colitis microscópica es el seguimiento de una dieta sin gluten, ya que no solo consigue la desaparición de la sintomatología (dolor abdominal y diarreas, fundamentalmente), sino que también ayuda a la remisión histológica de la enfermedad. Por ello, se considera que la colitis linfocítica, como también se la conoce a esta entidad, debe ser considerada como una manifestación más de la enfermedad celíaca, con una clara participación de la mucosa colónica.

### Dieta de eliminación de la contaminación por gluten
La dieta sin gluten tiene que ser estricta para conseguir la recuperación y mantenimiento de la salud y el objetivo ideal es "cero gluten". No obstante, una dieta completamente desprovista de gluten es difícil, si no imposible, de conseguir en la práctica diaria, debido a la ubicuidad del gluten, que puede provocar la contaminación por trazas incluso en los alimentos menos sospechosos.
Si bien cuando se habla de "sin gluten" se piensa en ausencia total de gluten, con los métodos actuales de detección es imposible probar un nivel cero de gluten en los alimentos. En consecuencia, el etiquetado "sin gluten" no es sinónimo de "cero gluten". Por lo general las leyes permiten hasta 20 ppm, es decir, 20 partes por millón o 20 miligramos de gluten por cada kilogramo de producto. Esto significa que en la alimentación diaria está presente un nivel mínimo de contaminación por gluten. Una parte de los pacientes no tolera las cantidades de gluten consideradas en general como "seguras" (véase Límite de tolerancia).
La dieta de eliminación de la contaminación por gluten ha sido diseñada para intentar retirar cualquier posible fuente de exposición al gluten en la dieta y conseguir el objetivo "cero gluten", y de esta manera permitir que el sistema inmunitario entre en remisión.
Es útil para determinar si la falta de mejoría con la dieta sin gluten es debida a que se ha desarrollado una enfermedad celíaca refractaria o a que hay una reacción a cantidades de gluten presentes por contaminación cruzada. También es de utilidad para superar contaminaciones puntuales, aplicada con una duración más reducida.
El primer paso es retirar todos los alimentos procesados o congelados, incluyendo los que están etiquetados como libres de gluten. Solo se pueden comer alimentos frescos sin procesar, salvo ciertas excepciones como vinagre, aceite de oliva y sal común, siempre extremando las precauciones en la elección, adquisición, almacenamiento y manipulación de los alimentos para evitar contaminaciones cruzadas.
Es una dieta muy restrictiva y por lo tanto difícil de mantener a largo plazo. Se aplica bajo estricta supervisión de un profesional cualificado y especializado, y durante un tiempo limitado (un máximo de tres o cuatro meses).
Consta de dos fases, seguidas de la reintroducción de alimentos procesados:
Fase 1 (semanas 1 y 2). Es la más restrictiva. Solo se permiten los siguientes alimentos:
- Lácteos: Ninguno.
- Frutas y verduras, si se toleran (puede haber intolerancia a la fructosa): Todo tipo de frutas y hortalizas frescas (no congeladas ni enlatadas).
- Granos y legumbres: Arroz (preferiblemente etiquetado sin gluten).
- Frutos secos: Ninguno.
- Proteínas animales: Solo frescos. Pollo, pavo, pescados, mariscos, huevos.
- Bebidas y suplementos nutricionales: Agua, zumos frescos no industriales (100 % de frutas o verduras) si se toleran (puede haber intolerancia a la fructosa), café recién molido, té negro o verde (100 % natural, sin sabores, no infusiones de hierbas), Gatorade.
- Condimentos: Aceite de oliva, vinagre (no vinagre de malta ni vinagres aromatizados), hierbas frescas (no especias secas), pimienta fresca molida, sal.

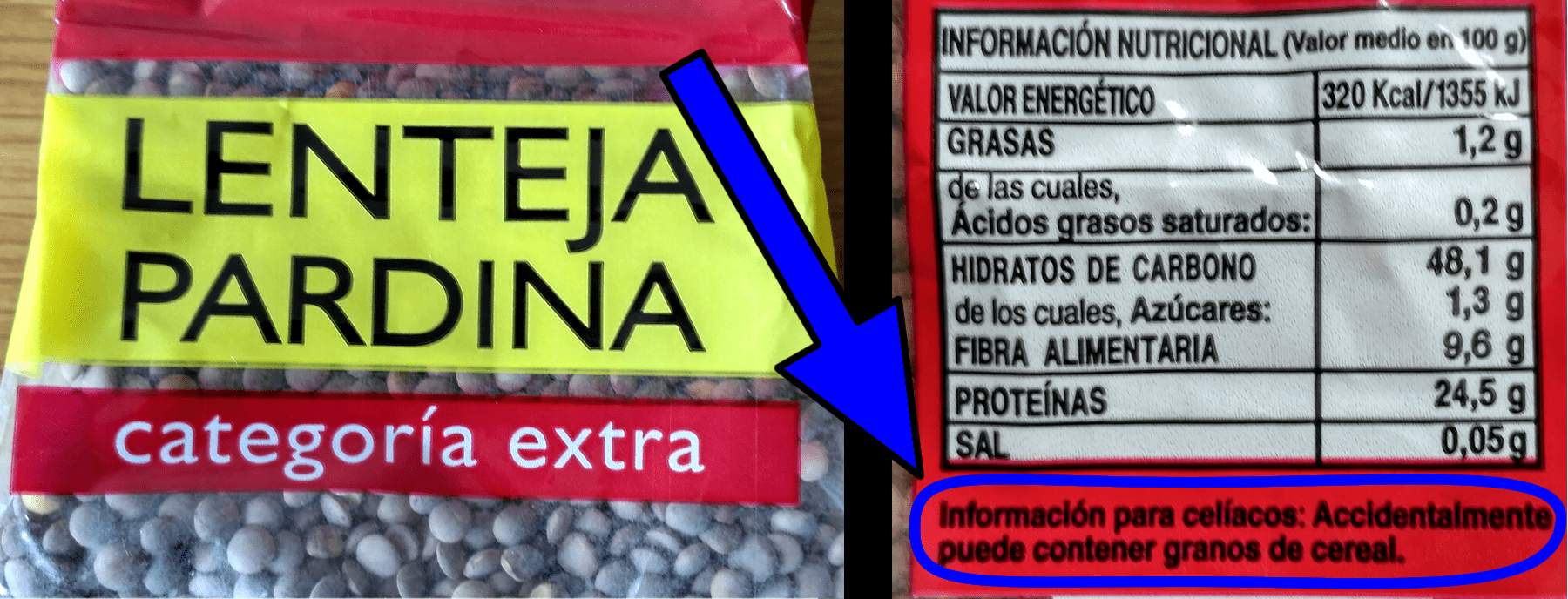
Las lentejas son una fuente insospechada de contaminación con gluten. Algunos fabricantes están empezando a declarar voluntariamente la presencia de granos de cereales.

- Endulzantes: Miel natural.

Fase 2 (semanas 3 a 12). En esta fase se permite la reintroducción gradual de ciertos alimentos adicionales. Se va introduciendo un único alimento nuevo de cada vez, esperando dos o tres días antes de añadir el siguiente y evaluando la respuesta (si aparece algún tipo de síntoma). Los alimentos permitidos son: 
- Lácteos, si se toleran (puede haber intolerancia a la lactosa o sensibilidad a las proteínas): Mantequilla, yogur natural (sin azúcar, endulzantes ni sabores), nata (natural, sin azúcares ni sabores), quesos (no loncheados) que contengan como ingredientes solo leche pasteurizada, cultivos de queso, sal y enzimas, y queso cottage, que contenga como ingredientes solo leche fermentada, nata y sal.
- Frutas y verduras, si se toleran (puede haber intolerancia a la fructosa): Todo tipo de frutas y hortalizas frescas (no congeladas ni enlatadas).
- Granos y legumbres: Arroz (preferiblemente etiquetado sin gluten), legumbres secas (limpiando y retirando cuidadosamente todas las partículas extrañas, pues pueden contener granos de cereales por contaminación en los cultivos, especialmente las lentejas).
- Frutos secos: Frutos secos con cáscara o crudos.
- Proteínas animales: Solo frescos. Pollo, pavo, carne de ternera, cordero y cerdo (sin jamón ni tocino), pescados, mariscos, huevos.
- Bebidas y suplementos nutricionales: Agua, zumos frescos no industriales (100 % de frutas o verduras) si se toleran (puede haber intolerancia a la fructosa), café recién molido, té negro o verde (100 % natural, sin sabores, no infusiones de hierbas), Gatorade.
- Condimentos: Aceite de oliva, vinagre (no vinagre de malta ni vinagres aromatizados), hierbas frescas (no especias secas), pimienta fresca molida, sal, limón.
- Endulzantes: Miel natural, azúcar.

Reintroducción de alimentos procesados. Tras un período de tres a cuatro meses, y una vez confirmada la recuperación del intestino mediante biopsias duodenales, se vuelven a reintroducir gradualmente, de uno en uno, los alimentos procesados y el resto de alimentos que componen una dieta sin gluten, controlando cuidadosamente cualquier posible reacción o síntoma. Esta fase suele durar alrededor de dos semanas. La tasa de reintroducción dependerá del grado de afectación de cada paciente antes del inicio de la dieta y de su tolerancia. Se introducen en primer lugar los alimentos que tienen menos probabilidades de contener la contaminación con gluten permitida por la ley, tales como frutas, vegetales y carnes enlatados y congelados, salsas envasadas y condimentos y aderezos para ensaladas. Si estos alimentos no producen ningún síntoma, valorando tanto reacciones digestivas como de otro tipo (dolores musculares o articulares, neblina mental, dolor de cabeza, rinitis, trastornos neurológicos, etc.), el siguiente paso es reintroducir productos de cereales sin gluten, empezando por pequeñas cantidades (por ejemplo, una rebanada de pan o media taza de cereales sin gluten) y esperar tres días antes de aumentar. Cualquier alimento que produce reacción, se vuelve a retirar y se prueba de nuevo la tolerancia pasado un tiempo.

## Contaminación cruzada
El gluten no solo debe evitarse de forma directa (no consumiendo lo que claramente lo contiene), sino en la llamada contaminación accidental o contaminación cruzada: existe la posibilidad de que alimentos en principio libres de gluten puedan entrar en contacto en algún momento con gluten, lo que los convertiría en no aptos para su consumo (presencia de “trazas” de gluten en el producto final).
El consumo de gluten por parte de celíacos y personas sensibles al gluten, sea voluntario o no, acarrea el riesgo de desarrollar enfermedades asociadas y complicaciones de salud muy graves, entre las que se incluyen otras enfermedades autoinmunes, cánceres, trastornos neurológicos, enfermedades cardiovasculares, anemia y osteoporosis, entre otras. La ingestión de cantidades microscópicas de gluten, como una mota de harina de trigo o una sola miguita de pan, es suficiente para provocar una reacción del sistema inmunitario y mantener la enfermedad activa, aunque no siempre aparecen síntomas. Las reacciones pueden ser retardadadas horas, días o incluso semanas y manifestarse con síntomas digestivos, o que afectan a otros órganos, o sin ningún síntoma apreciable; ni la ausencia de síntomas ni la negatividad de los anticuerpos garantizan que exista una recuperación de la mucosa intestinal.

### Límite de tolerancia
La cantidad de gluten capaz de causar daños en la salud de un celíaco es extremadamente reducida. Una revisión sistemática de 2008 de los estudios científicos destinados a establecer la cantidad máxima considerada como "segura" concluyó que el límite es inferior a 10 miligramos al día. Por esta razón, el uso de productos con un contenido de gluten menor de 20 ppm (partes por millón), es decir, menor a 20 miligramos de gluten por cada kilogramo de producto, parece garantizar que no se exceda el umbral de 10 miligramos de gluten por día. 20 ppm es la cantidad máxima de gluten permitida para etiquetar los alimentos como "libres de gluten" o "sin gluten" por las directrices vigentes del Codex Alimentarius, elaborado por la OMS y la FAO. No obstante, una parte de los celíacos no tolera tampoco estas cantidades de gluten consideradas como "seguras".
La contaminación es acumulativa. Aunque tomadas individualmente, contaminaciones por trazas pueden no exceder el nivel máximo de ingesta diaria de gluten considerado como "seguro" para la salud, es imposible en la práctica evaluar la suma de todas estas contaminaciones diarias individuales para comprender si se ha excedido el umbral de 10 mg por día. La contaminación no se puede medir, porque no se puede prever, precisamente porque es accidental y se deriva de una serie de variables que de ninguna manera es posible mantener bajo control, salvo en un laboratorio experimental. Por lo tanto, el objetivo a lo largo de un día, y día tras día, es evitar las trazas de gluten por contaminación en todo momento y de manera estricta. No hay diferentes grados de gravedad de enfermedad celíaca, sino distintas presentaciones: independientemente de si hay o no síntomas, de su tipo o intensidad, o de los órganos a los que afecten, el daño y el riesgo de complicaciones graves están siempre presentes si se consume gluten de manera frecuente, por encima de este umbral de seguridad.
| CONSUMO MEDIO DIARIO DE GLUTEN EN CELÍACOS (límite de seguridad 10 mg) | CONSUMO MEDIO DIARIO DE GLUTEN EN CELÍACOS (límite de seguridad 10 mg) | CONSUMO MEDIO DIARIO DE GLUTEN EN CELÍACOS (límite de seguridad 10 mg) |
|                                                                        | Medido en orina                                                        | Medido en heces                                                        |
| ---------------------------------------------------------------------- | ---------------------------------------------------------------------- | ---------------------------------------------------------------------- |
| Adultos                                                                | 363 mg                                                                 | 244 mg                                                                 |
| Niños                                                                  | 316 mg                                                                 | edades 0-3 años: 155 mg edades 4-12 años: 387 mg                       |

Un metaanálisis de 2018 que evaluó los estudios experimentales que se empezaron a realizar a partir de 2012 con determinaciones de péptidos de gluten en orina y heces, demuestra que los pacientes celíacos cometen errores mantenidos en la dieta, superando ampliamente los límites diarios considerados como seguros. De hecho, en un estudio controlado de 3 meses de duración de celíacos que ya realizaban dieta sin gluten, los pacientes del grupo placebo (aquellos que no consumieron gluten, sin saberlo) mejoraron histológicamente. Es decir, los resultados de las biopsias duodenales al final del estudio demostraron una recuperación en comparación con la situación al inicio. Esto confirma que, pese a estar siguiendo una dieta sin gluten, estaban consumiendo cantidades significativas previamente a su inclusión en dicho ensayo. Un estudio de 2017 demostró que la recuperación de la mucosa intestinal se correspondía con la ausencia de péptidos de gluten en la orina y viceversa, así como la escasa validez de la determinación de los anticuerpos en sangre.

### Definición y tipos de contaminación cruzada
La contaminación cruzada, en términos generales, es el proceso por el cual los alimentos entran en contacto con sustancias ajenas, generalmente nocivas para la salud. 
Hay dos tipos de contaminación cruzada: directa e indirecta.
| TIPOS DE CONTAMINACIÓN CRUZADA                                         | |
| DIRECTA                                                                | INDIRECTA |
| Alimento sin gluten que entra en contacto con una sustancia con gluten | Alimento sin gluten que entra en contacto con una superficie que anteriormente tocó una sustancia con gluten |

La contaminación con gluten puede producirse:
- En las fábricas de alimentos. De ahí la importancia de adquirir solo productos certificados, libres de trazas de gluten. Los riesgos de contaminación se producen especialmente cuando en una misma fábrica o cadena de producción se almacenan, elaboran y/o envasan productos con y sin gluten. Por lo tanto, no es factible compartir líneas productivas o maquinaria, como en el caso de molinos, panaderías, pastelerías, carnicerías que elaboran empanados, etc.,  donde el riesgo de contaminación es muy alto.
- En los puntos de venta y almacenamiento, cuando los alimentos libres de gluten no están debidamente empaquetados y aislados de productos con gluten.

- En el hogar. Las personas encargadas de adquirir, almacenar, preparar y manipular los alimentos para las personas celíacas y las sensibles al gluten, y las que conviven con ellas, deben conocer con precisión las pautas básicas para evitar contaminaciones cruzadas.

- En bares, restaurantes, comedores escolares..., si no se adoptan todas las medidas necesarias.

### Medidas básicas para evitar las contaminaciones cruzadas
En el hogar de un celíaco, la mejor regla para evitar las contaminaciones inadvertidas por gluten consiste en eliminar los alimentos con gluten y sustituirlos por sus equivalentes sin gluten, ampliamente disponibles en la actualidad. De esta forma, toda la unidad familiar puede comer con tranquilidad la misma comida. Una vez excluido el gluten del domicilio, y salvo errores, las principales fuentes de contaminación radican en realizar comidas fuera del propio domicilio (bares, restaurantes, casas de familiares o amigos, etc.). En estos lugares, incluso con las mejores intenciones en mente y pese a ofrecer comida "sin gluten", a menudo hay contaminación cruzada porque no siguen estrictamente las normas para evitarla.
La siguiente tabla ofrece orientaciones básicas generales para evitar las contaminaciones con gluten.
| MEDIDAS BÁSICAS PARA EVITAR LAS CONTAMINACIONES CRUZADAS                            |                              | |
| FUENTES DE CONTAMINACIÓN                                                            | ORIGEN Y MEDIDAS PREVENTIVAS | ORIGEN Y MEDIDAS PREVENTIVAS |
| Las manos                                                                           | ORIGEN                       | Tocar previamente alimentos o restos de alimentos con gluten. Restos en las manos de cremas u otro tipo de productos cosméticos que contienen gluten. Restos en las manos de otras sustancias que contienen gluten, como ciertas pastas de modelar infantiles. Los alimentos (piensos, etc.) de las mascotas normalmente contienen cereales con gluten. Los restos en hocico, pelaje, etc., pueden contaminar las manos y acabar siendo ingeridos al acariciar o jugar con el animal o al manipular el pienso. |
| Las manos                                                                           | MEDIDAS PREVENTIVAS          | Lavarse con agua y jabón antes de tocar alimentos sin gluten. Elegir únicamente productos cosméticos y de cuidado personal certificados sin gluten. Elegir únicamente pasta de modelar certificada sin gluten. Elegir comida para las mascotas que no contenga gluten. |
| Superficies de trabajo (mesas, encimeras, etc.)                                     | ORIGEN                       | Compartirlas para la preparación de alimentos con gluten y sin gluten. |
| Superficies de trabajo (mesas, encimeras, etc.)                                     | MEDIDAS PREVENTIVAS          | Lavarlas con agua y jabón antes de preparar los alimentos sin gluten. Destinar un espacio exclusivo para preparar los alimentos sin gluten. Preparar en primer lugar los alimentos sin gluten y al final los alimentos con gluten. |
| Utensilios (ollas, sartenes, cubiertos, vasos, tijeras, tablas para cortar, etc.)   | ORIGEN                       | Compartirlos para la preparación de alimentos con gluten y sin gluten. |
| Utensilios (ollas, sartenes, cubiertos, vasos, tijeras, tablas para cortar, etc.)   | MEDIDAS PREVENTIVAS          | Lavarlos antes de emplearlos con los alimentos sin gluten. No utilizarlos simultáneamente con los alimentos con gluten. No emplear utensilios de madera, salvo que se destinen siempre en exclusiva para productos sin gluten (el gluten permanece en los poros). |
| Productos con gluten que sueltan polvo                                              | ORIGEN                       | Carecer de un correcto envasado. Almacenarlos y manipularlos sin precaución. |
| Productos con gluten que sueltan polvo                                              | MEDIDAS PREVENTIVAS          | Eliminar las harinas y pan rallado con gluten y sustituirlos por sus equivalentes sin gluten (lo más recomendado). Almacenarlos en los estantes inferiores y debidamente empaquetados. Manipular con precaución las harinas, en zonas alejadas/aisladas con barreras físicas, por su carácter volátil. |
| Aceites y aguas de cocción                                                          | ORIGEN                       | Compartirlos en la preparación de alimentos con y sin gluten. |
| Aceites y aguas de cocción                                                          | MEDIDAS PREVENTIVAS          | Utilizar agua o aceite limpios exclusivos para preparar los alimentos sin gluten. Nunca cocinar en el mismo recipiente alimentos con gluten y sin gluten. Tapar los alimentos con gluten mientras se cocinan para evitar salpicaduras (al cocer pasta, etc.). |
| Saleros abiertos                                                                    | ORIGEN                       | Introducir las manos con restos de alimentos con gluten. |
| Saleros abiertos                                                                    | MEDIDAS PREVENTIVAS          | Lavarse las manos con agua y jabón antes de coger la sal. Disponer de dos saleros diferenciados para alimentos con gluten y alimentos sin gluten. Sustituir por saleros cerrados. |
| Electrodomésticos (tostadora, microondas, horno tradicional, robot de cocina, etc.) | ORIGEN                       | Compartirlos para comida con gluten y sin gluten. |
| Electrodomésticos (tostadora, microondas, horno tradicional, robot de cocina, etc.) | MEDIDAS PREVENTIVAS          | En el microondas, tapar los alimentos con gluten para evitar salpicaduras y/o evitar la contaminación de los alimentos sin gluten; no introducir simultáneamente alimentos con y sin gluten. En el horno tradicional, si habitualmente se hornean productos con gluten y tiene aire, quitar el aire y limpiar el horno, siempre aislar las superficies de las bandejas con papel de horno desechable y nunca cocinar juntos alimentos con y sin gluten. Destinar una tostadora en exclusiva para pan sin gluten (no es posible su limpieza). Lavar bien las paletas de la batidora y pasar un trapo húmedo al exterior de la máquina. |
| Paños, bayetas y estropajos                                                         | ORIGEN                       | Compartirlos para alimentos con y sin gluten. |
| Paños, bayetas y estropajos                                                         | MEDIDAS PREVENTIVAS          | Utilizar dos juegos diferenciados para comida sin gluten y comida con gluten, que no entren en contacto. |
| Establecimientos de venta (zonas de dispensación)                                   | ORIGEN                       | Manipular, cortar... productos con gluten sin envasar. |
| Establecimientos de venta (zonas de dispensación)                                   | MEDIDAS PREVENTIVAS          | No adquirir los productos cárnicos sin envasar y/o que se manipulan para su corte en carnicerías que preparan empanados, rebozados... o manipulan productos con gluten sin envasar. Al comprar fiambre, pedir que limpien la máquina y que desechen las dos primeras lonchas. |
| Establecimientos de venta (cestas y líneas de cajas)                                | ORIGEN                       | Superficies con restos de harina, que proceden principalmente del pan del día, envases de harinas rotos, etc. |
| Establecimientos de venta (cestas y líneas de cajas)                                | MEDIDAS PREVENTIVAS          | Durante la compra, introducir los alimentos directamente en bolsas limpias, dentro del carro o la cesta, separando los productos con gluten que suelten polvo (harina, migas...) de los productos libres de gluten, en distintas bolsas. En la línea de cajas, solicitar colaboración al cajero para ir trasvasando directamente los productos a otras bolsas, sin apoyarlos sobre las superficies. |
| Lugares de almacenamiento (armarios, alacenas, nevera, etc.)                        | ORIGEN                       | Guardar alimentos con gluten que sueltan harina, o alimentos con gluten sin envolver, junto a alimentos sin gluten. |
| Lugares de almacenamiento (armarios, alacenas, nevera, etc.)                        | MEDIDAS PREVENTIVAS          | Envolver, tapar... todos los alimentos y guardarlos en estantes diferenciados; elegir preferiblemente los inferiores para los alimentos con gluten. |
| Ropa                                                                                | ORIGEN                       | Trabajar con alimentos con gluten volátiles (harina). |
| Ropa                                                                                | MEDIDAS PREVENTIVAS          | Ponerse ropa limpia después de manipular harina con gluten. |
| Bares, restaurantes, comedores escolares, etc.                                      | ORIGEN                       | No seguir las pautas anteriores a la hora de adquirir, almacenar, cocinar y manipular la comida sin gluten. |
| Bares, restaurantes, comedores escolares, etc.                                      | MEDIDAS PREVENTIVAS          | Identificar y seleccionar establecimientos con inquietud y formación especializada para atender correctamente a los celíacos y a las personas sensibles al gluten. Elegir preferentemente establecimientos que ofertan todos sus platos libres de gluten. Rechazar los que se confían y basan sus métodos en experiencias previas de clientes: no es garantía, pues muchos celíacos no tienen conocimientos correctos, e ignoran la importancia de evitar las trazas y cómo reconocer los síntomas de las contaminaciones. Se necesita formación y actualización continuas. Programar la comida con antelación y hablar previamente con el responsable, para asegurarse de que en su establecimiento conocen y aplican las normas para evitar contaminaciones cruzadas; que comprenden que no hay diferentes grados de enfermedad celíaca ni diferentes grados de tolerancia a las trazas, pues todos los celíacos, sin excepciones, tienen que evitar contaminaciones. Elegir platos sencillos, preguntar siempre cualquier duda y dar instrucciones precisas: “necesito saber si en la plancha se cocinan alimentos con gluten”, “utilicen una sartén limpia, con aceite limpio de la botella, para freír mis patatas”, “enséñeme por favor el etiquetado del helado”, “¿este pimentón está certificado sin gluten?”, etc. Siempre que se experimente alguna contaminación en un establecimiento, ponerlo en conocimiento de su responsable, con educación, para facilitar la labor mutua y la corrección de errores en el futuro. Debe quedar claro que la dieta sin gluten es el tratamiento del celíaco y del sensible al gluten y que las contaminaciones pueden acarrear importantes consecuencias. |

## Importancia del etiquetado
Algunos países han instituido leyes de etiquetado que requieren que los productos alimentarios envasados informen claramente a los consumidores si sus productos contienen gluten o alérgenos principales, o subproductos de estos, entre los ingredientes agregados intencionadamente a los alimentos. Sin embargo, no existen leyes de etiquetado que obliguen a declarar la presencia de pequeñas cantidades en el producto final (denominadas trazas) como consecuencia de la contaminación cruzada, a excepción de Brasil. Algunos fabricantes han optado por la declaración voluntaria de las trazas, como iniciativa para facilitar 
```
la elección de alimentos. En caso de duda, se debe de llamar al teléfono de atención al consumidor que consta en el etiquetado de todos los productos.
[
23
]
[
136
]
[
137
]
[
138
]
[
139
]
[
21
]
```

La cantidad de gluten capaz de causar daños en la salud de un celíaco es extremadamente reducida. El límite considerado como "seguro" es inferior a 10 miligramos al día, si bien una parte de los celíacos no tolera tampoco esta cantidad. (ver sección Límite de tolerancia para más información).
El 21 de enero de 2009 fue publicado en el número 16 del Diario Oficial de la Unión Europea (DOUE) el Reglamento (CE) No 41/2009 de la Comisión de 20 de enero de 2009 sobre la composición y etiquetado de productos alimenticios apropiados para personas con intolerancia al gluten, con entrada en vigor a partir del 1 de enero de 2012. Es obligatorio en todos sus elementos y directamente aplicable en cada Estado miembro. Se debe aplicar a los productos alimenticios con excepción de los preparados para lactantes y los preparados de continuación, cubiertos por la Directiva 2006/141/CE. En él se definen las cantidades máximas permitidas en un  alimento para ser etiquetado como libre de gluten o bajo en gluten. El 20 de julio de 2016 entró en vigor el Reglamento de ejecución (UE) núm. 828/2014 de la Comisión, de 30 de julio de 2014, que define los requisitos para la información sobre la ausencia o la presencia reducida de gluten en los alimentos.
Productos alimenticios para el consumo normal. Según esta normativa, se permite en los productos alimenticios generales envasados la inclusión voluntaria de la mención «exento de gluten» si el contenido de gluten no sobrepasa las 20 ppm de gluten, es decir, hasta 20 miligramos de gluten por cada kilogramo de producto, medido en los alimentos tal como se venden al consumidor final.
- Sin gluten: < 20 mg/kg (<20 ppm). Mención voluntaria.

Productos específicos para personas con intolerancia al gluten. Aquellos que reemplazan a los que tradicionalmente se elaboran con harinas con gluten (como panes, galletas, bollería, pastas alimenticias...). Son productos que contienen uno o más ingredientes que sustituyen el trigo, el centeno, la cebada, la avena o sus variedades. No podrán superar las 20 ppm de gluten, es decir, hasta 20 miligramos de gluten por cada kilogramo de producto, medido en los alimentos tal como se venden al consumidor final. El etiquetado, la presentación y la publicidad de esos productos deberá llevar la mención «exento de gluten».
- Sin gluten: < 20 mg/kg (<20 ppm). Mención obligatoria.

Productos alimenticios para personas con intolerancia al gluten, con ingredientes derivados de cereales con gluten. En el caso de los productos que contengan algún ingrediente procedente del trigo, el centeno, la cebada, la avena o cualquiera de sus variedades, que hayan sido tratados de forma especial para eliminar el gluten, no podrán contener un nivel de gluten que supere las 100 ppm de gluten, es decir, hasta 100 miligramos de gluten por cada kilogramo de producto, medido en los alimentos tal como se venden al consumidor final. El etiquetado, la publicidad y la presentación deben llevar la mención «contenido muy reducido de gluten». Son productos a evitar, por sobrepasar los límites de tolerancia. Se permite que incluyan el término «exento de gluten» si el contenido de gluten no sobrepasa las 20 ppm, medido en los alimentos tal como se venden al consumidor final.
- Muy bajo en gluten: < 100 mg/kg (<100 ppm). Mención obligatoria. (Suponen un riesgo para la salud de cualquier celíaco.)
- Sin gluten: < 20 mg/kg (<20 ppm). Mención voluntaria.

Existen diferentes empresas que se han acreditado por la Federación de Asociaciones de Celíacos de España (FACE). La marca de garantía "Controlado por FACE" tiene como objeto garantizar al consumidor celíaco que los productos que la portan han cumplido con los requisitos que FACE establece respecto a niveles máximos de gluten, garantizando que los productos verificados son aptos para el consumo por personas celíacas. La novedad que aporta esta marca es la inclusión en el APPCC de la industria de un nuevo peligro, el gluten, y su prevención a través del control exhaustivo de las materias primas y del proceso de producción basado en la trazabilidad del producto. Estas empresas están autorizadas a utilizar un logo en el etiquetado, que indica que el alimento está certificado y no contiene más de 10 mg/kg (10 ppm) de gluten.
Para la correcta adquisición de productos sin gluten en España, ACySG (Asociación de Celiacos y Sensibles al Gluten, antes ACM), SMAP (Celiacs de Catalunya) y FACE (Federación de Asociaciones de Celíacos de España) distribuyen unas guías o listas entre sus socios con aquellos alimentos que se pueden consumir sin peligro. En el caso de los productos manufacturados, su consumo representa riesgos potenciales, pues ningún fabricante ni ningún proveedor garantiza al 100 % la ausencia de contaminaciones cruzadas, a pesar de figurar en las guías.
Se debe tener precaución con los productos importados. Un fabricante puede emplear, según los diferentes países de distribución, distintos ingredientes para un producto que se comercializa en todos ellos bajo la misma marca comercial.

### Símbolo de la espiga barrada

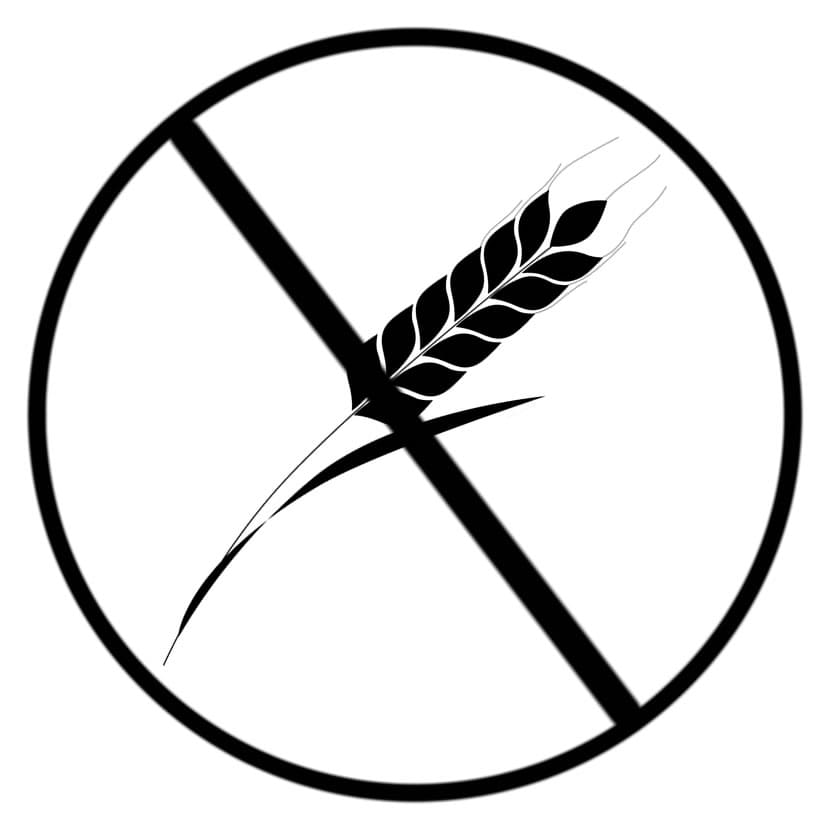
El símbolo de la espiga barrada es el símbolo internacionalmente reconocido para los alimentos seguros para el consumo por personas con enfermedad celíaca.

En algunos países desarrollados y otros en vías de desarrollo, se ha elaborado un símbolo universal de “producto sin gluten”, representado por una espiga de trigo encapsulada en un círculo con una barra por delante, denominada "espiga barrada".
Se encuentra regulado por la AOECS (Association Of European Coeliac Societies - Asociación de Celíacos Europeos), quien delega en sus asociaciones miembros la concesión de su uso y control. Las industrias deben certificarse en el ELS (European Licensing Systems - Sistema de Licencias Europeo) para poder utilizarlo.
Para que la espiga barrada tenga validez, debe figurar el n.º de registro concedido por la asociación y una de las siguientes expresiones: “OATS”, “100” o “100/OATS”. Si no se acompaña de ninguna expresión, significa que el producto contiene menos de 20 mg/kg (20 ppm) de gluten y no contiene avena.
- OATS -  El producto contiene avena pura.
- 100 -  El producto contiene hasta 100 mg/kg (100 ppm) de gluten (por contaminación cruzada con otros cereales con gluten) y no contiene avena pura.
- 100/OATS -  El producto contiene hasta 100 mg/kg (100 ppm) de gluten (por contaminación cruzada con otros cereales con gluten) y  avena pura.

## Gluten en los medicamentos y productos farmacéuticos
Los productos farmacéuticos pueden contener gluten, incluyendo medicamentos recetados y de venta libre, gargarismos y colutorios, suplementos vitamínicos y minerales, productos a base de plantas medicinales y suplementos dietéticos, así como vendas adhesivas, esparadrapos y tiras adhesivas sanitarias.

### Medicamentos
En España, la legislación obliga a declarar en el prospecto de los medicamentos la presencia de gluten, cuando ha sido añadido como excipiente de forma intencionada. No obstante, no es posible conocer si un medicamento contiene trazas de gluten, las cuales suponen un riesgo para las personas celíacas y deben ser evitadas. Es probable que en este caso las trazas sean tan pequeñas que no supongan ningún riesgo, pero algunos autores consideran que para garantizar el uso seguro de los medicamentos deberían ser especificadas en el prospecto, el etiquetado y la ficha técnica.
La legislación actual en España, y en otros países como Estados Unidos, no exige a los fabricantes el análisis ni la declaración de las trazas de gluten derivadas de residuos durante el proceso de producción de los principios activos o excipientes. Asimismo, los excipientes y los procesos de fabricación pueden cambiar o no estar completamente descritos.
La legislación actual solo exige analizar si hay gluten cuando se utiliza almidón de trigo, avena, cebada o centeno como excipiente. En el caso de que se hayan empleado almidones de maíz, patata, arroz y sus derivados, solo obliga a analizar que no existan almidones de otro origen y especificar en el prospecto, el etiquetado y la ficha técnica del medicamento el almidón y la planta de la que procede.
Solo algunos fabricantes realizan controles del producto final y declaran voluntariamente que sus productos son libres de trazas de gluten. Un estudio del Grupo de Trabajo de Nutrición del Colegio Oficial de Farmacéuticos de Bizkaia destinado a confeccionar una guía de medicamentos genéricos con y sin gluten, concluyó que, aunque los laboratorios aseguran que cumplen la legislación vigente, ninguno realiza análisis para comprobar el contenido final de gluten de los medicamentos genéricos que elaboran.
Generalmente, los profesionales de la salud ignoran las fuentes potenciales de gluten y los farmacéuticos no siempre disponen del tiempo necesario ni los recursos de información adecuados. Por lo tanto, se convierte en labor de los pacientes comprobar si sus medicamentos contienten gluten o trazas de gluten. Para aclarar las dudas y recabar la información precisa, el procedimiento indicado es realizar una consulta directamente con el laboratorio.

#### Advertencias en medicamentos que contienen almidones de cereales con gluten
Según el artículo 34 del Real Decreto 1345/2007 y la Circular 02/2008 de la Agencia Española de Medicamentos y Productos Sanitarios, cuando un medicamento contenga como excipiente almidón de trigo, avena, cebada, centeno o cualquiera de sus derivados, además de la declaración obligatoria de su presencia, se deberá incluir la siguiente información:

• Si el medicamento contiene menos de 20 ppm de gluten, se declarará su presencia, pero también se indicará: «es adecuado para pacientes celíacos» y «los pacientes con alergia a X (distinta de la enfermedad celíaca) no deben tomar este medicamento».

• Si el medicamento contiene más de 20 ppm se incluirá la siguiente información: «este medicamento contiene almidón de X, que equivale a ‘x’ ppm de gluten, lo que debe ser tenido en cuenta por los pacientes celíacos» y «los pacientes con alergia a X (distinta de la enfermedad celíaca) no deben tomar este medicamento».

### Suplementos vitamínicos, minerales y dietéticos, y productos a base de plantas
Los suplementos vitamínicos, minerales y dietéticos y los productos a base de plantas medicinales no son medicamentos y por lo tanto no están regulados por la misma legislación que los medicamentos. Por lo general, la lectura del etiquetado no es suficiente para aclarar si el producto contiene gluten o trazas.

## Utilidad de la dieta sin gluten "de prueba" para confirmar el diagnóstico de enfermedad celíaca
El diagnóstico de la enfermedad celíaca debe basarse en la presencia de alguno o varios de los síntomas relacionados con la afectación intestinal o de cualquiera de los órganos o sistemas asociados, así como en la determinación de los marcadores serológicos, marcadores genéticos, los hallazgos en la biopsia intestinal y la respuesta a la dieta sin gluten, siendo esta última la prueba más informativa. Actualmente no se consideran necesarias ni las pruebas de provocación, ni la repetición de las biopsias para la confirmación diagnóstica.
Pese a la sospecha clínica fundada de enfermedad celíaca, en diversas ocasiones nos encontramos con casos con serología negativa, y/o marcadores genéticos negativos, y/o biopsias duodenales con cambios mínimos o enteritis linfocítica limítrofe < 25 %.
En dichos casos, se debería proponer la realización de una dieta sin gluten de prueba durante un mínimo de 6 meses, con controles clínicos y analíticos antes y después de la retirada del gluten. Se aconseja probar la dieta sin gluten durante unos 6 meses como mínimo, preferiblemente un año, ya que con menos tiempo los cambios no se producen de forma significativa, sobre todo en pacientes que llevan padecimientos clínicos prolongados. 
La dieta sin gluten debe ser estricta, eliminando de la alimentación todos los productos que contengan o se cocinen con harina de trigo, avena, cebada y centeno (dieta TACC), que son los cuatro cereales con gluten, y sustituyéndolos por harina de maíz y arroz, evitando contaminaciones inadvertidas y todo tipo de transgresiones dietéticas.
Cuando un paciente inicia la dieta sin gluten (DSG), hay que explicarle con detalle qué alimentos debe eliminar, qué sustituciones puede llevar a cabo y qué precauciones debe adoptar para evitar la contaminación cruzada con gluten en la adquisición, almacenamiento, manipulación y preparación de sus alimentos. Puede tomar harina de maíz y de arroz.
Con dicha dieta de prueba, en la mayoría de los casos, se produce una mejoría significativa, tanto clínica con desaparición prácticamente total de la mayoría de las molestias, que se confirma además, con una mejoría o normalización de la mayor parte de las alteraciones analíticas, previamente existentes.
Gracias a la realización de esta dieta sin gluten, se confirmará el diagnóstico de enfermedad celíaca en la mayor parte de los casos previamente etiquetados como dudosos.

### Falta de respuesta a la dieta
Cuando se utiliza la prueba con la dieta sin gluten como método diagnóstico de los casos dudosos y no se produce ninguna mejoría, antes de abandonarla hay que hacer una valoración muy cuidadosa tanto clínica como analítica, para tratar de  evitar  posibles errores de interpretación.
Es habitual en pacientes celíacos y sensibles al gluten, especialmente niños mayores, jóvenes y adultos con largas demoras diagnósticas, no experimentar mejoría o incluso presentar un aparente empeoramiento al comienzo de la dieta sin gluten. Este fenómeno solo se produce en enfermos celíacos o sensibles al gluten y se explica por diversas causas. (Véase el apartado  Consideraciones importantes).

### Pruebas de provocación
Actualmente no se consideran necesarias ni las pruebas de provocación, ni la repetición de las biopsias para la confirmación diagnóstica de enfermedad celíaca.
La prueba de la provocación con gluten incluso se considera potencialmente peligrosa, ya que puede presentar serios inconvenientes por la precipitación de reacciones importantes tras su reintroducción.

### Errores frecuentes en la valoración de la respuesta a la prueba con la dieta sin gluten
El siguiente diagrama ilustra los errores más frecuentes que se cometen:

## Utilidad en el tratamiento del síndrome del intestino irritable y de la dispepsia funcional
Una elevada proporción de pacientes (superior al 50 %) etiquetados como  afectos de síndrome del Intestino Irritable (SII) mejoran notablemente cuando siguen una dieta sin gluten de forma prolongada.
Los pacientes con dispepsia funcional o síndrome del intestino irritable, de acuerdo con los criterios clínicos de Roma III, pueden ser en realidad celíacos en un 30-60 % de los casos, ya que presentan una sintomatología muy similar y el diagnóstico de estos procesos funcionales es en gran parte realizado por exclusión de otros procesos orgánicos digestivos, pero sin realizar, por lo general, ni pruebas funcionales ni toma de biopsias duodenales.